# Српска православна црква у Српској Црњи
Српска православна црква у Српској Црњи је подигнута 1775. године и има статус споменика културе од великог значаја.
Српска православна црква посвећена је Светом Великомученику Прокопију, за коју постоји и податак да је подигнута 1788. године, о чему говори пронађен запис у картуши испод царских двери, приликом обнове цркве 1892. године. Грађевина храма је уобичајено једнобродна, веома издужене основе, са полукружном апсидом, док је звоник низак, са истуреним тремом, односно два стуба који држе у зони кровног венца троугаони тимпанон. 
Зидне површине једноставно су обрађене, са плитким пиластрима између прозора. Кровни венац је једноставно профилисан. Хор носе два стуба, а ограда је урађена од низа дрвених балустрада. 
Иконостас са барокним дуборезом је настао у различитом временском раздобљу – старији део је дело мајстора прелазног периода из 1788. године, а млађи је рад Ђуре Јакшића из 1853. године. Богородичин трон, Архијерејски трон, Певнице и група од неколико рипида, такође је радио Ђура Јакшић – најзначајнији сликар српског романтизма.
Завод за заштиту споменика културе Зрењанин урадио је конзерваторско рестаураторски пројекат за реконструкцију фасаде цркве 2011. године. Радови на обнови западне фасаде и торња звоника завршени су током исте године. Форма капе звоника је измењена и враћена у облик какав је био у 19. веку.

## Галерија
- Западна фасада
- Северна фасада
- Источна фасада
- Свод за зидним сликарством
- Унутрашњост цркве
- Иконостас